# ياسين الزبيدي
ياسين الزبيدي، لاعب كرة قدم سعودي،
يلعب في نادي النصر معار من النادي الأهلي
يلعب حالياً في النادي الاهلي موسم ٢٤/٢٥